# Maria Alice Barroso
Maria Alice Giudice Barroso Soares ComM (Miracema, 1926 — Rio de Janeiro, 12 de outubro de 2012) foi uma jornalista e escritora brasileira.

## Biografia
Graduada em biblioteconomia, foi diretora do Instituto Nacional do Livro, da Fundação Biblioteca Nacional do Arquivo de Informações. Passou 2 anos economizando para lançar seu primeiro romance, Os Posseiros, em 1955. Seu romance Um Nome para Matar ficou em segundo lugar no 2° Prêmio Walmap de Literatura de 1967. Ganhou o 31.º Prêmio Jabuti na categoria Romance, em 1989, com A Saga do Cavalo Indomado.
A 26 de novembro de 1987 foi feita Comendadora da Ordem do Mérito de Portugal.
Faleceu de madrugada por consequência de um infarto fulminante na cidade do Rio de Janeiro, em seu apartamento no bairro do Leblon.

## Obras
- 1955 - Os Posseiros
- 1960 - História de um Casamento
- 1962 - Um Simples Afeto Recíproco
- 1967 - Um Nome para Matar
- 1969 - Quem Matou Pacífico?
- 1973 - Um dia vamos rir disso tudo
- 1985 - O Globo da Morte (Divino das Flores)
- 1989 - A Saga do Cavalo Indomado
- 1995 - A Morte do Presidente ou Amiga de Mamãe
- 2010 - Bola no Pé